# Euro
Euro (€; mã ISO: EUR, còn gọi là Âu kim hay Đồng tiền chung châu Âu) là đơn vị tiền tệ của Liên minh Tiền tệ châu Âu, là tiền tệ chính thức trong 20 quốc gia thành viên của Liên minh châu Âu (Áo, Bỉ, Bồ Đào Nha, Đức, Hà Lan, Hy Lạp, Ireland, Luxembourg, Pháp, Phần Lan, Tây Ban Nha, Ý, Slovenia, Malta, Cộng hòa Síp, Estonia, Latvia, Litva, Slovakia, Croatia) và trong 6 nước và lãnh thổ không thuộc Liên minh châu Âu.
Vào ngày 1 tháng 1 năm 1999 tỷ lệ hối đoái giữa Euro và các đơn vị tiền tệ quốc gia được quy định không thể thay đổi và Euro trở thành tiền tệ chính thức. Việc phát hành đồng Euro rộng rãi đến người tiêu dùng bắt đầu từ ngày 1 tháng 1 năm 2002.
Tiền giấy Euro giống nhau hoàn toàn trong tất cả các quốc gia. Tiền giấy Euro có mệnh giá 5 Euro, 10 Euro, 50 Euro, 100 Euro, 200 Euro và 500 Euro. Mặt trước có hình của một cửa sổ hay phần trước của một cánh cửa, mặt sau là một chiếc cầu. Tháng 7 năm 2017, được sự chấp thuận của Ngân hàng Trung ương Châu Âu, Ngân hàng Trung ương Đức chính thức phát hành đồng hiện kim bằng giấy với mệnh giá là 0 euro (giá bán là 2,5 euro) đáp ứng nhu cầu của những người có sở thích sưu tập tiền tệ. Một mặt in chân dung nhà thần học Martin Luther ở bên phải, cùng căn phòng làm việc của ông tại Lâu đài Wartburg; mặt còn lại gồm tổ hợp hình ảnh quy tụ các kiến trúc tiêu biểu thuộc Liên minh châu Âu, bên góc phải là bức tranh nàng Mona Lisa.
Các đồng tiền kim loại euro cùng một mệnh giá giống nhau ở mặt trước, nhưng có trang trí khác nhau ở mặt sau, đặc trưng cho từng quốc gia phát hành.
Euro có thể được phát âm như iu-rô hoặc ơ-rô, oi-rô, u-rô tùy từng nơi ở châu Âu và thế giới. Tại Việt Nam, người ta thường phát âm là ơ-rô.

## Lịch sử

### Dự án chính trị
Euro là tiền tệ thống nhất trong châu Âu có nguồn gốc từ thời kỳ đầu tiên của Liên minh châu Âu và trong lịch sử kinh tế toàn cầu. Một mặt việc hòa nhập kinh tế thông qua liên minh thuế quan 1968 đã có những bước tiến dài, mặt khác sự sụp đổ của hệ thống tỷ giá hối đoái Bretton Woods dẫn đến việc tỷ giá hối đoái dao động mạnh mà theo như cách nhìn của giới chính trị thì đã cản trở thương mại. Năm 1970 lần đầu tiên ý tưởng về một liên minh tiền tệ châu Âu được cụ thể hóa. Trong cái gọi là kế hoạch Werner, Thủ tướng Luxembourg, Pierre Werner, đã cùng nhiều chuyên gia soạn thảo một Liên minh Kinh tế và Tiền tệ châu Âu với tiền tệ thống nhất. Dự tính với mục đích thành lập liên minh này cho đến năm 1980 đã thất bại mà một trong những nguyên nhân là sự sụp đổ của hệ thống Bretton Woods. Thay vào đó Liên minh Tỷ giá hối đoái châu Âu được thành lập vào năm 1972 và sau đó là Hệ thống Tiền tệ châu Âu vào năm 1979. Hệ thống tiền tệ châu Âu có nhiệm vụ ngăn cản việc các tiền tệ quốc gia dao động quá mạnh. Đơn vị Tiền tệ châu Âu (tiếng Anh: European Currency Unit – ECU), một đơn vị thanh toán, ra đời vì mục đích này và có thể xem như là tiền thân của đồng Euro. Năm 1988 một ủy ban xem xét về liên minh kinh tế và tiền tệ dưới sự lãnh đạo của chủ tịch Ủy ban châu Âu, Jacques Delors, đã soạn thảo cái gọi là báo cáo Delors, dự định thành lập Liên minh Kinh tế và Tiền tệ châu Âu qua 3 bước.

### Đồng Euro hình thành

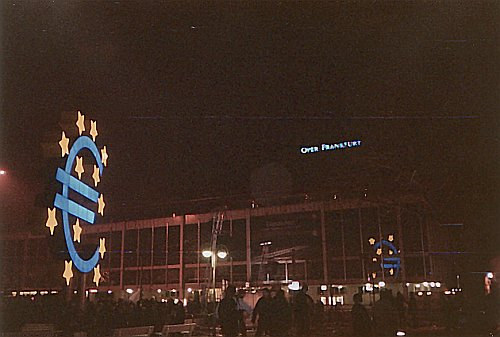
Chào mừng đồng Euro ra đời trước trụ sở chính của Ngân hàng Trung ương châu Âu

Bước đầu tiên bắt đầu vào ngày 1 tháng 7 năm 1990, việc lưu chuyển vốn được tự do hóa giữa các nước trong Liên minh châu Âu. Vào ngày 1 tháng 1 năm 1994 bước thứ hai bắt đầu: Viện Tiền tệ châu Âu, tiền thân của Ngân hàng Trung ương châu Âu (ECB), được thành lập và tình trạng ngân sách quốc gia của các nước thành viên bắt đầu được xem xét. Ngoài ra, vào ngày 16 tháng 12 năm 1995 Hội đồng châu Âu tại Madrid (Tây Ban Nha) đã quyết định tên của loại tiền tệ mới: "Euro". Trước ngày này đã có nhiều tên khác được thảo luận: các "ứng cử viên" quan trọng nhất bao gồm Franc châu Âu, Krone châu Âu và Gulden châu Âu. Việc sử dụng tên một loại tiền tệ quen thuộc là nhằm vào mục đích phát ra tín hiệu của sự liên tục và củng cố niềm tin tưởng của quần chúng vào loại tiền tệ mới này, ngoài ra một vài thành viên cũng có thể tiếp tục giữ được tên tiền tệ của nước mình. Pháp thích "Ecu", tên của loại tiền tệ thanh toán cũ. Thế nhưng tất cả các đề nghị này đều thất bại vì một vài nước dè dặt. Để đối phó với tình thế này, tên "Euro" được Bộ trưởng Bộ Tài chính Đức, Theodor Waigel, đề nghị.

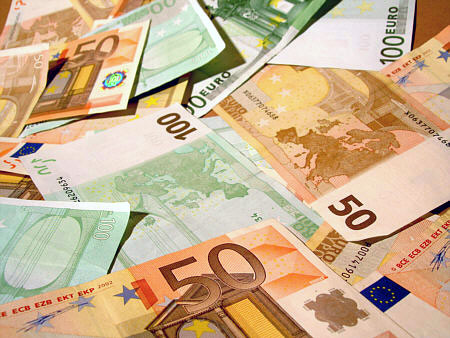
Tiền giấy 50 và 100 Euro

Ngày 13 tháng 12 năm 1996 các bộ trưởng Bộ Tài chính của EU đi đến thỏa thuận về Hiệp ước Ổn định và Tăng trưởng nhằm bảo đảm các nước thành viên giữ kỷ luật về ngân sách và qua đó bảo đảm giá trị của tiền tệ chung. Bước thứ ba của Liên minh Kinh tế và Tiền tệ châu Âu bắt đầu có hiệu lực cùng với cuộc họp của Hội đồng châu Âu từ ngày 1 tháng 5 đến ngày 3 tháng 5 năm 1998, xác định 11 quốc gia thành viên của Liên minh Kinh tế và Tiền tệ theo các tiêu chuẩn hội tụ được quy định trước. Ngày 19 tháng 6 năm 2000 Hội đồng châu Âu đi đến "nhận định là Hy Lạp đã đạt hội tụ bền vững ở mức độ cao và trên cơ sở này thỏa mãn các yêu cầu cần thiết để đưa tiền tệ chung vào sử dụng". Vì thế vào ngày 1 tháng 1 năm 2001 Hy Lạp gia nhập vào Liên minh Kinh tế và Tiền tệ châu Âu.
Vào ngày 1 tháng 1 năm 1999 tỷ lệ hối đoái giữa Euro và các đơn vị tiền tệ quốc gia được quy định không thể thay đổi và Euro trở thành tiền tệ chính thức. Ngay ngày hôm sau, ngày 2 tháng 1, các thị trường chứng khoán tại Milano (Ý), Paris (Pháp) và Frankfurt am Main (Đức) đã định giá tất cả các chứng khoán bằng Euro. Một thay đổi khác có liên quan với thời điểm đưa đồng Euro vào sử dụng là việc thay thế cách ghi giá cho ngoại tệ. Trước ngày đã định, việc ghi theo giá (1 USD = xxx DEM) là hình thức thông dụng. Từ ngày 1 tháng 1 năm 1999, trong mua bán ngoại tệ tại các nước thành viên, giá trị của ngoại tệ được ghi theo lượng (1 EUR = xxx USD). Thêm vào đó, từ ngày 1 tháng 1 năm 1999 có thể chuyển khoản bằng Euro (Tại Hy Lạp từ ngày 1 tháng 1 năm 2001). Các tài khoản và sổ tiết kiệm được phép ghi bằng Euro và tiền cũ. Cổ phiếu và các chứng khoán khác chỉ còn được phép mua bán bằng Euro. Việc phát hành đồng Euro đến người tiêu dùng bắt đầu vào ngày 1 tháng 1 năm 2002.
Trong một thời gian chuyển tiếp nhất định tùy thuộc vào từng quốc gia, kéo dài hoặc là đến hết tháng 2 năm 2002 hay đến hết tháng 6 năm 2002, đồng Euro và tiền quốc gia cũ tồn tại song song như là tiền tệ chính thức. Thời gian sau này các tiền quốc gia cũ không còn là tiền tệ chính thức nữa nhưng vẫn có thể được đổi lấy đồng Euro tại các ngân hàng quốc gia của các nước, tùy theo quy định của từng nước. Từ ngày 28 tháng 2 năm 2002 tại Đức quyền đổi đồng Mark Đức sang Euro không tốn lệ phí tại các ngân hàng trung ương tiểu bang là một điều được pháp luật quy định. Khác với một số nước thành viên khác, yêu cầu này tại Đức không có thời hạn. Mặc dầu có cơ chế đổi tiền không tốn lệ phí và đơn giản, trong tháng 5 năm 2005 vẫn còn lưu hành 3,72 tỉ Euro tiền kim loại Mark Đức. Tổng giá trị của tiền giấy chưa đổi thành tiền Euro ở vào khoảng 3,94 tỉ Euro. Theo nhận xét của Ngân hàng Liên bang Đức phần lớn số tiền này là tiền đã bị tiêu hủy hay đánh mất.

## Khu vực đồng Euro
Xem bài Khu vực đồng Euro

Khu vực Euro:
Khu vực Euro (20)
Những quốc gia thuộc Liên Âu quy định sẽ phải gia nhập hệ thống Euro (6)
Quốc gia thuộc Liên Âu có quyền rút khỏi hệ thống Euro (2)
Khu vực ngoài khối Liên Âu dùng Euro theo thỏa hiệp riêng (4)
Khu vực ngoài khối Liên Âu dùng Euro mà không có thỏa hiệp (2) Các nước hay lãnh thổ ngoài Liên minh châu Âu nhưng sử dụng đồng Euro được tô đậm bằng đường gạch màu xanh.

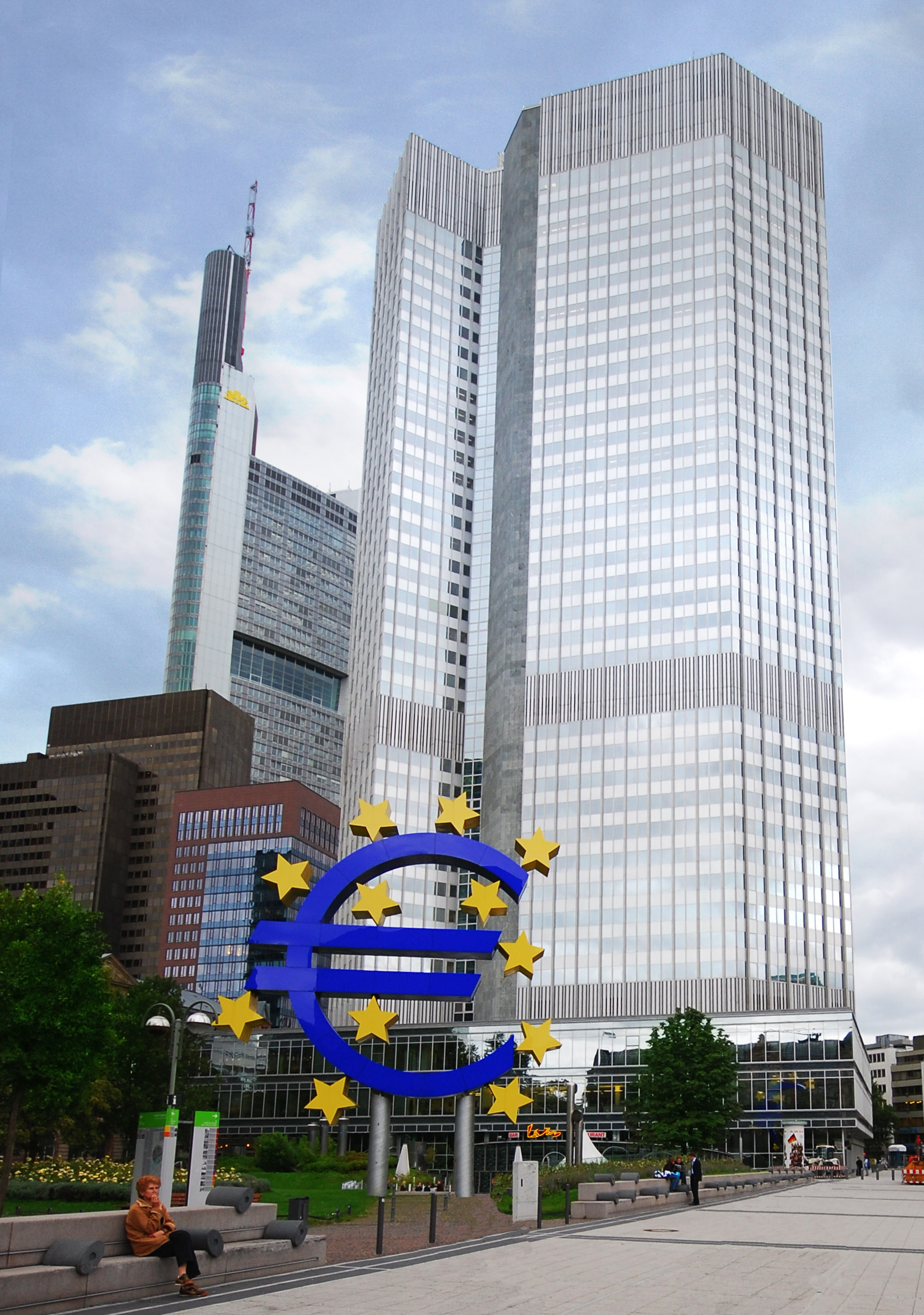
Ngân hàng Trung ương châu Âu (ECB) tại Frankfurt

Ngoài 18 quốc gia trong Khu vực Liên minh châu Âu đã lưu hành và sử dụng chính thức đồng Euro, một số quốc gia khác đã tham gia vào Liên minh tiền tệ với thành viên trong khu vực và sử dụng đồng Euro như tiền tệ chính thức. Bên cạnh các thành viên chính thức, một số quốc gia hay địa phận khác cũng đã tự quyết định chọn Euro làm tiền tệ chuẩn (không có quyết định của EU). Thêm vào đó, nhiều quốc gia khác bắt đầu coi đồng Euro là một ngoại tệ quan trọng, thay chỗ cho đồng Đô la Mỹ.
Các thành viên EU như Đan Mạch, Estonia, Latvia, Litva, Malta, và Síp cam kết giữ tỷ giá tiền tệ của mình đối với đồng Euro trong khoảng dao động cho phép của Cơ chế Tỷ giá hối đoái II (ERM II). Các quốc gia Anh, Đan Mạch, Thụy Điển đã quyết định không dùng đồng Euro và vẫn giữ tiền tệ chính thức của quốc gia.
Các quốc gia Ba Lan, Cộng hòa Séc, Estonia, Hungary, Latvia, Litva, Malta, Slovakia, và Síp gia nhập EU năm 2004 chỉ có thể gia nhập vào Liên minh Kinh tế và Tiền tệ châu Âu sau khi thỏa mãn được các điều kiện hội tụ (qua 2 năm là thành viên của Cơ chế Tỷ giá hối đoái II và các điều kiện khác).
Các nước mới gia nhập EU vào ngày 1 tháng 1 năm 2007, Bulgaria, Romania có kế hoạch gia nhập Khu vực đồng Euro lần lượt vào các năm 2010 và 2011.

## Tác động kinh tế
Khi đưa đồng Euro vào lưu hành người ta hy vọng là thương mại và cộng tác kinh tế giữa các thành viên trong vùng Euro sẽ vững mạnh thêm vì các rủi ro về tỷ giá hối đoái và kèm theo đó là việc bảo hộ tiền tệ (tiếng Anh: currency hedging) của các doanh nghiệp châu Âu sẽ không còn tồn tại nữa. Người ta cũng đoán rằng việc này sẽ mang lại lợi thế cho người dân trong vùng Euro vì trong quá khứ thương mại là một trong những nguồn chính của tăng trưởng kinh tế. Thêm vào đó người ta cũng tin rằng giá cả của sản phẩm và dịch vụ sẽ không còn chênh lệch nhau nhiều nữa. Điều này dẫn đến cạnh tranh mạnh hơn giữa các doanh nghiệp và vì thế sẽ làm giảm lạm phát và tăng sức mua của người tiêu thụ.
Một số nhà kinh tế học bày tỏ lo ngại về những nguy hiểm của một đồng tiền tệ chung cho một vùng kinh tế không đồng nhất và rộng lớn như vùng Euro. Đặc biệt là khi các nền kinh tế phát triển không đồng bộ sẽ tạo khó khăn cho một chính sách tiền tệ thích ứng. Về mặt chính trị vẫn còn câu hỏi là liệu Ngân hàng Trung ương châu Âu và Ủy ban châu Âu có khả năng kiềm chế các nước thành viên giữ kỷ luật trong ngân sách quốc gia hay không. Trên thực tế, thời gian vừa qua dường như đã xác thực nỗi lo ngại này, ít nhất là trong trường hợp của nước Đức: Từ khi đưa đồng Euro vào lưu hành nước Đức chưa có năm nào đạt được điều kiện về thâm hụt ngân sách quốc gia (không được vượt quá 3% tổng sản phẩm quốc nội). Cho tới nay, các biện pháp trừng phạt thật ra là đã được quy định trước trong Hiệp ước Ổn định và Tăng trưởng đã không được Hội đồng các bộ trưởng Bộ Tài chính châu Âu áp dụng.

### Tác động về lạm phát của đồng Euro
Nhiều người tiêu dùng nhận định là hàng hóa và dịch vụ đã tăng giá khi đồng Euro được đưa vào sử dụng. Tại Đức, một nguyên nhân là do một số nhà cung cấp hàng hóa và dịch vụ đã cố tình không dùng tỷ giá chính xác giữa đồng Mark Đức và Euro khi tính toán chuyển đổi và một phần khác, giá được nâng lên một ít trước khi đưa đồng Euro vào sử dụng để sau đó là thông qua tính toán tỷ giá chuyển đổi có thể "làm tròn số" giá bán. Tuy nhiên, theo như các thống kê chính thức thì giá tăng không đáng kể: Theo Statistik Austria (Tổng cục Thống kê Liên bang Áo), dựa trên chỉ số giá tiêu dùng, tỷ lệ lạm phát tăng trung bình ở Áo là 2,45% trong vòng 12 năm, từ 1987 đến 1998, trong khi đó tỷ lệ lạm phát trung bình giảm xuống còn 1,84% sau khi đưa đồng Euro vào lưu hành. Tại Đức, lạm phát trung bình đã giảm từ 2,60% (trước khi đưa đồng Euro vào sử dụng) xuống còn 1,29% sau đó.
Có nhiều lý thuyết giải thích sự khác nhau giữa lạm phát đã giảm theo tính toán thống kê và cảm nhận tăng lạm phát chủ quan. Thí dụ như người ta đã chỉ ra rằng các mặt hàng được mua hằng ngày như thực phẩm thật sự là đã tăng giá quá mức trung bình trong khi các mặt hàng khác trong giỏ hàng hóa thí dụ như các mặt hàng điện dân dụng tuy là được giảm giá nhưng sự giảm giá này không được cảm nhận vì các mặt hàng này hiếm được mua hơn.

### Euro trong hệ thống tiền tệ toàn cầu

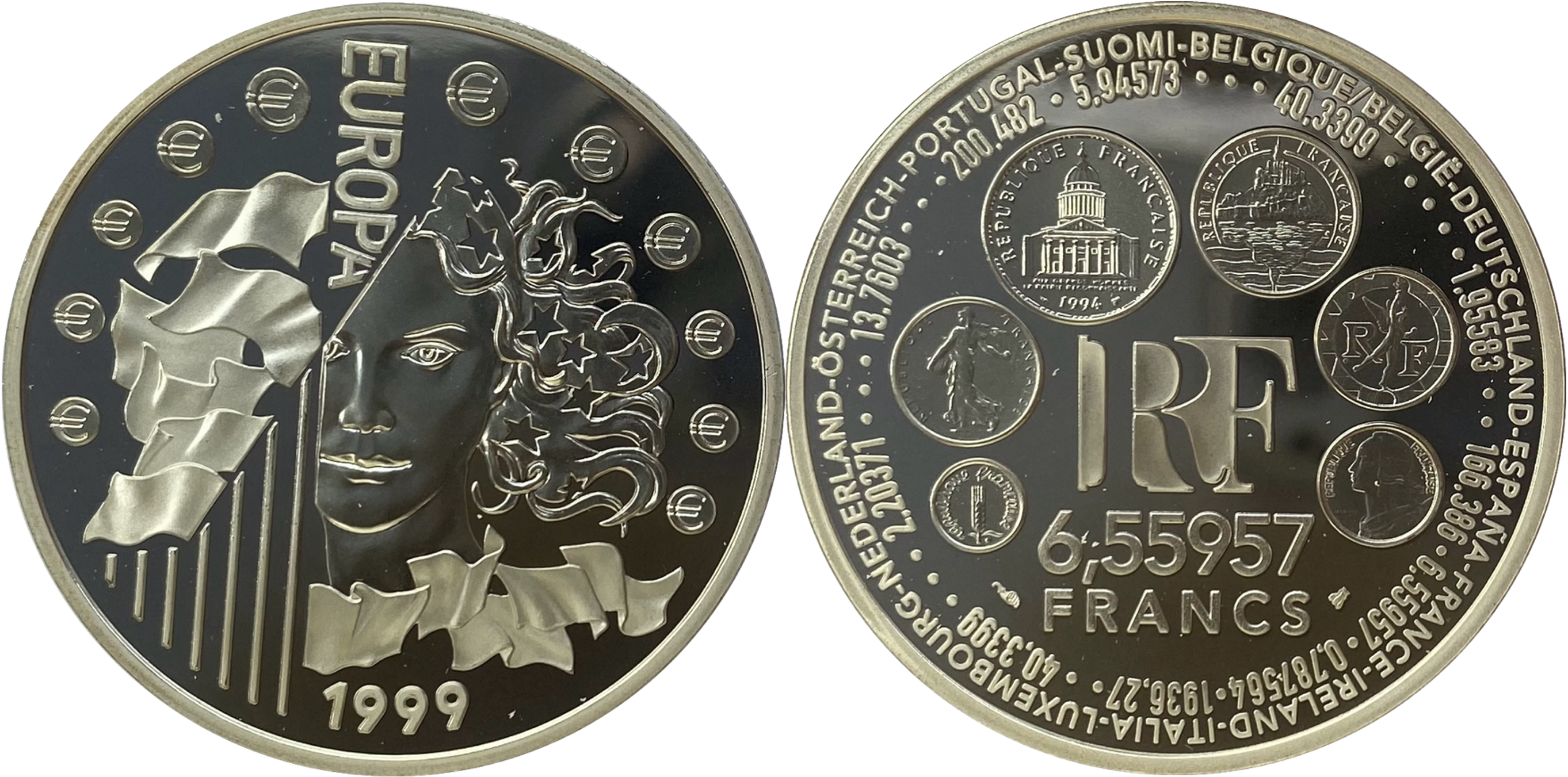
Xu bạc kỷ niệm, mệnh giá 6,559557 franc Pháp, đúc năm 1999, kỷ niệm việc người Pháp bỏ dùng đồng fr để sử dụng đồng euro. Khi chuyển đổi, 1 euro đổi được 6,559557 fr Pháp.

Theo một bản nghiên cứu của Ngân hàng Trung ương châu Âu tỷ lệ của đồng Euro trong dự trữ ngoại tệ trên toàn cầu tăng từ 13% trong năm 2001 lên 16,4% trong năm 2002 và đến 18,7% trong năm 2003, cũng trong cùng thời gian này tỷ lệ của đồng Đô la Mỹ giảm từ 68,3% (2001) xuống 67,5% (2002) và trong năm 2003 còn 64,5%. Nói chung người ta tin rằng tầm quan trọng của đồng Đô la Mỹ như là tiền tệ dự trữ thế giới sẽ tiếp tục giảm và đồng Euro sẽ ngày càng quan trọng hơn trong chức năng này. Tầm quan trọng ngày càng tăng của đồng Euro cũng thể hiện qua một khía cạnh khác: Trong năm 1999 21,7% tất cả các giấy nợ quốc tế được tính bằng Euro, trong năm 2001 là 27,4% và trong năm 2003 đã là 33%. Năm 2004 đồng Đô la Mỹ đã chấm dứt vai trò là tiền tệ quan trọng nhất cho các loại trái phiếu và công trái với lãi suất cố định và lãi suất thả nổi (tiếng Anh: Floating Rate Notes): Trong cuối tháng 9 năm 2004 có trên 12.000 tỷ đô la trái phiếu và công trái quốc tế lưu hành trên toàn thế giới. Trong đó có 5.400 tỉ là đồng Euro, 4.800 tỉ là đồng Đô la Mỹ, 880 tỷ đồng Bảng Anh, 500 tỉ tiền Yen và 200 tỉ là đồng Franc Thụy Sĩ. Tỷ lệ của đồng Đô la Mỹ trong tổng số tiền gửi tại các tài khoản của các quốc gia OPEC giảm từ 75% trong mùa hè 2001 xuống còn 61,5% trong mùa hè 2004. Tỷ lệ tiền Euro tăng trong cùng khoảng thời gian từ 12% lên 20%. Trong năm 2003 tỷ lệ mua bán Euro trên các thị trường ngoại tệ là 25% so với 50% của đồng Đô la Mỹ và 10% cho hai loại tiền Bảng Anh và Yen Nhật. Đồng Euro vì vậy là tiền tệ quan trọng đứng thứ nhì hiện thời.

## Tỷ giá hối đoái của đồng Euro

### Tỷ giá hối đoái của các tiền tệ cũ so với Euro
| Đơn vị tiền tệ     | Ký hiệu | Tỷ giá    | Thay đổi             | Hoàn thành |
| ------------------ | ------- | --------- | -------------------- | ---------- |
| Schilling Áo       | ATS     | 13,7603   | 31 tháng 12 năm 1998 | 1999       |
| Franc Bỉ           | BEF     | 40,3399   | 31 tháng 12 năm 1998 | 1999       |
| Gulden Hà Lan      | NLG     | 2,20371   | 31 tháng 12 năm 1998 | 1999       |
| Markkaa Phần Lan   | FIM     | s         | 31 tháng 12 năm 1998 | 1999       |
| Franc Pháp         | FRF     | 6,55957   | 31 tháng 12 năm 1998 | 1999       |
| Mark Đức           | DEM     | 1,95583   | 31 tháng 12 năm 1998 | 1999       |
| Pound Ireland      | IEP     | 0,787564  | 31 tháng 12 năm 1998 | 1999       |
| Lira Ý             | ITL     | 1,936,27  | 31 tháng 12 năm 1998 | 1999       |
| Franc Luxembourg   | LUF     | 40,3399   | 31 tháng 12 năm 1998 | 1999       |
| Escudo Bồ Đào Nha  | PTE     | 200,482   | 31 tháng 12 năm 1998 | 1999       |
| Lira San Marino    | SML     | 1,936,27  | 31 tháng 12 năm 1998 | 1999       |
| Peseta Tây Ban Nha | ESP     | 166,386   | 31 tháng 12 năm 1998 | 1999       |
| Lira Vatican       | VAL     | 1,936,27  | 31 tháng 12 năm 1998 | 1999       |
| Drachma Hy Lạp     | GRD     | 340,750   | 19 tháng 6 năm 2000  | 2001       |
| Tolar Slovenia     | SIT     | 239,640   | 11 tháng 7 năm 2006  | 2007       |
| Pound Síp          | CYP     | 0,585274  | 10 tháng 7 năm 2007  | 2008       |
| Lira Malta         | MTL     | 0,429300  | 10 tháng 7 năm 2007  | 2008       |
| Koruna Slovakia    | SKK     | 30,1260   | 8 tháng 7 năm 2008   | 2009       |
| Kroon Estonia      | EEK     | 15,6.466  | 20 tháng 6 năm 1992  | 2011       |
| Lats Latvia        | LVA     | 0,702.804 | 9 tháng 7 năm 2013   | 2014       |
| Litas Litva        | LTL     | 3,4528    | 23 tháng 7 năm 2014  | 2015       |

Tỷ giá hối đoái của các tiền tệ chính thức của các quốc gia là thành viên của liên minh tiền tệ được quy định vào ngày 31 tháng 12 năm 1998 dựa trên cơ sở giá trị tính chuyển đổi của đồng ECU (European Currency Unit). Vì thế mà đồng Euro bắt đầu tồn tại như là tiền để thanh toán trong kế toán (chưa có tiền mặt): đồng Euro về mặt hình thức trở thành tiền tệ của các nước thành viên, các tiền tệ quốc gia có địa vị là một đơn vị dưới Euro và có tỷ giá cố định không đổi. Tỷ giá này được quy định bao gồm có sáu con số để giữ cho các sai sót làm tròn ít đi. Một đồng Euro tương ứng với:
- 1,95583 Mark Đức
- 13,7603 Schilling Áo
- 40,3399 Franc Bỉ
- 166,386 Peseta Tây Ban Nha
- 5,94573 Markkaa Phần Lan
- 6,55957 Franc Pháp
- 0,787564 Pound Ireland
- 1936,27 Lira Ý
- 40,3399 Franc Luxembourg
- 2,20371 Gulden Hà Lan
- 200,482 Escudo Bồ Đào Nha
- 340,750 Drachma Hy Lạp

Sau khi đồng Euro được sử dụng như là tiền dùng để thanh toán trong kế toán, các tiền tệ là thành viên chỉ được phép tính chuyển đổi với nhau thông qua đồng Euro, tức là trước tiên phải tính chuyển từ tiền tệ khởi điểm sang Euro và sau đấy từ Euro sang tiền tệ muốn chuyển đổi. Cho phép làm tròn số bắt đầu từ ba số sau dấu phẩy ở tiến Euro và tiền muốn chuyển đổi. Phương pháp này là quy định bắt buộc của Ủy ban châu Âu nhằm tránh các sai sót trong lúc làm tròn số có thể xuất hiện khi tính toán chuyển đổi trực tiếp.

### Tỷ giá hối đoái EUR/USD
Có nhiều ý kiến khác nhau về tầm quan trọng kinh tế của một đồng Euro mạnh. Một mặt các nguyên liệu đa phần vẫn tiếp tục được mua bán bằng đồng Đô la Mỹ, vì thế mà một đồng Euro mạnh có tác dụng làm giảm giá các nguyên liệu. Mặt khác, giá đồng Euro cao sẽ làm cho xuất khẩu từ vùng Euro trở nên đắt và vì thế một đồng Euro có giá cao sẽ làm cho tăng trưởng kinh tế yếu đi trong một chừng mực nhất định. Vì vùng Euro rộng lớn nên tỷ giá hối đoái và các rủi ro về tỷ giá hối đoái do các tiền tệ dao động gây nên không còn có tầm quan trọng như trong thời kỳ còn các tiền tệ quốc gia nữa.
Việc đồng Euro liên tục bị xuống giá cho đến năm 2002 có thể là do đồng Euro không tồn tại trên thực tế như là tiền mặt, vì thế mà trong thời gian đầu đồng Euro đã bị đánh giá thấp hơn giá trị thực dựa trên những số liệu cơ bản. Các vấn đề về kinh tế trong Cộng đồng châu Âu đã đẩy mạnh thêm xu hướng này và làm cho việc đầu tư trong châu Âu không còn hấp dẫn các nhà đầu tư nước ngoài nữa. Thật ra thì các triển vọng về kinh tế của châu Âu đã không tốt đẹp hơn từ thời điểm đó nhưng ngay sau khi tiền mặt được đưa vào lưu hành thì đồng Euro mà cho tới lúc đó là bị đánh giá dưới trị giá thật bắt đầu được đánh giá cao hơn. Có 3 nguyên nhân có thể giải thích cho điều này:
- Thâm hụt cán cân thương mại và ngân sách quốc gia và kèm theo đó là tăng nợ của Mỹ.
- Chuyển đổi trong dự trữ ngoại tệ của các quốc gia như Trung Quốc, Ấn Độ, Nhật, Nga và các quốc gia khác.
- Các nước xuất khẩu dầu mà trước tiên là Nga ngày càng sẵn sàng chấp nhận đồng Euro như là phương tiện thanh toán cho dầu mỏ.

## Ký hiệu tiền tệ, tiền đồng và tiền giấy

### Mã tiền tệ ISO

Biểu tượng đồng Euro

Ký hiệu quốc tế bao gồm ba mẫu tự của đồng Euro (mã tiền tệ ISO) là EUR. Ký hiệu này là một trường hợp đặc biệt trong mã tiền tệ ISO vì nhiều lý do:Thông thường thì chữ cái đầu tiên của ký hiệu cho một loại tiền tệ được sử dụng trong khuôn khổ của một liên minh tiền tệ là chữ X. Vì thế ký hiệu nếu như theo như tiêu chuẩn phải là XEU. Nếu như chữ đầu tiên không phải là X thì hai mẫu tự đầu tiên là mã quốc gia theo ISO 3166. Ký hiệu EU dành cho Liên minh châu Âu cũng được định nghĩa trong tiêu chuẩn này nhưng thật ra là trường hợp đặc biệt vì Liên minh châu Âu không phải là một quốc gia có chủ quyền. Chữ cái cuối cùng của mã tiền tệ thường là chữ cái đầu tiên của tiền tệ. Không có ký hiệu chính thức và cũng không có cách viết tắt chính thức cho Cent (xu) của Euro.

### Ký hiệu tiền tệ
Đọc bài chính về ký hiệu Euro
Dấu hiệu Euro được Ủy ban châu Âu đưa vào sử dụng như là ký hiệu của đồng tiền tệ cộng đồng châu Âu vào năm 1997. Ký hiệu này dựa trên cơ sở của phác thảo nghiên cứu năm 1974 của người trưởng đồ họa của Cộng đồng châu Âu, Arthur Eisenmenger. Ký hiệu này là một chữ E tròn và lớn có hai vạch nằm ngang €. Ký hiệu này gợi nhớ đến chữ epsilon của Hy Lạp và vì vậy là gợi nhớ đến châu Âu thời cổ điển. Hai vạch ngang tượng trưng cho sự bền vững của Euro và của vùng kinh tế châu Âu.

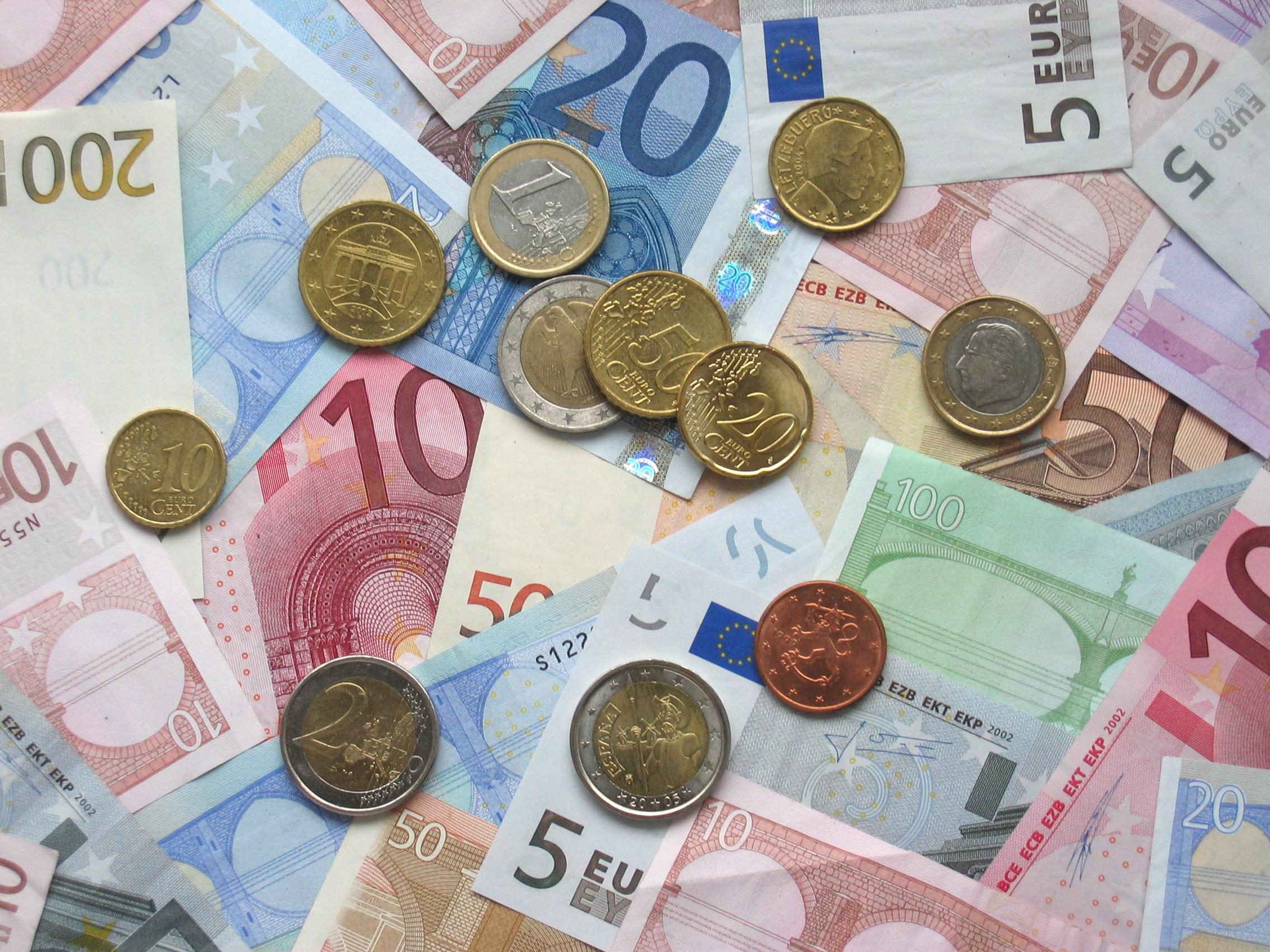
Tiền Euro €

### Tiền kim loại Euro
Đọc bài chính về tiền kim loại Euro
Các đồng tiền kim loại Euro có mặt trước hoàn toàn giống nhau trong tất cả các nước nhưng mặt sau là hình ảnh của từng quốc gia. Thế nhưng vẫn có thể trả bằng tiền kim loại trong khắp liên minh tiền tệ. Một euro được chia thành 100 cent, tại Hy Lạp thay vì cent người ta dùng lepto (số ít) hay lepta (số nhiều) trên các đồng tiền kim loại của Hy Lạp.

### Tiền giấy Euro
Đọc bài chính về tiền giấy Euro
Tiền giấy Euro giống nhau hoàn toàn trong tất cả các nước. Tiền giấy Euro có mệnh giá 5 Euro, 10 Euro, 50 Euro, 100 Euro, 200 Euro và 500 Euro. Mặt trước có hình của một cửa sổ hay phần trước của một cánh cửa, mặt sau là một chiếc cầu. Đây không phải là hình ảnh của các công trình xây dựng có thật mà chỉ là đặc điểm của từng thời kỳ kiến trúc. Tiền giấy Euro do người Áo Robert Kalina tạo mẫu sau một cuộc thi đua trong toàn EU. Tiền giấy Euro có thể được theo dõi trên toàn thế giới qua dự án Eurobilltracker.

## Eurotrong các ngôn ngữ khác nhau
Tên chính thức của tiền tệ là euro và cent (bằng 1/100 một euro). Tên này được dùng trong đa số các ngôn ngữ ở khu vực đồng euro.
| Ngôn ngữ                      | Tên         | IPA |
| ----------------------------- | ----------- | --- |
| Đa số các ngôn ngữ ở Eurozone | euro        | tiếng Séc: [ˈɛu̯ro], tiếng Đan Mạch: [ˈjuɹɔw], tiếng Hà Lan: [ˈøːroː], tiếng Estonia: [ˈeu̯ro], tiếng Phần Lan: [ˈeu̯ro], tiếng Pháp: [ø.ʁo], tiếng Ireland: [eurɔ], tiếng Ý: [ˈɛw.ro], tiếng Ba Lan: [ˈɛw.rɔ], tiếng Bồ Đào Nha: [ew.ɾɔ] or [ˈew.ɾu], tiếng Romania: [eur̪o], tiếng Croatia: [euro], tiếng Slovak: [ˈɛu̯rɔ], tiếng Tây Ban Nha: [ˈeuɾo], tiếng Thụy Điển: [ɛ͡ɵrʊ] or [juːrʊ], tiếng Việt: [ơ-rô] |
| Bulgaria                      | евро (evro) | [ˈɛvro] |
| Đức                           | Euro        | [ˈɔʏ̯ro] |
| Hy Lạp                        | ευρώ        | [eˈvɾo] |
| Hungary                       | euró        | [ˈɛuroː] hoặc [ˈɛu̯roː] |
| Latvia                        | eiro        | [ɛìɾo] |
| Litva                         | euras       | [ɛuːraːs] |
| Malta                         | ewro        | [ˈɛw.rɔ] |
| Serbia và Croatia             | evro        | tiếng Serbia: [eʋro], tiếng Slovene: [ɛʋrɔ] |